# Liste der Monuments historiques in Chaouilley
Die Liste der Monuments historiques in Chaouilley führt die Monuments historiques in der französischen Gemeinde Chaouilley auf.

## Liste der Objekte
| Bezeichnung      | Beschreibung                                   | Standort                         | Kennzeichnung | Schutzstatus | Datum | Bild |
| ---------------- | ---------------------------------------------- | -------------------------------- | ------------- | ------------ | ----- | ---- |
| Kelch und Patene | mit Lederschatulle; Silber, vergoldet, um 1750 | in der Kirche St-Thiébaut (Lage) | PM54000133    | Classé       | 1982  |      |